# Cratere Salius
Salius è un cratere sulla superficie di Dione. Trae nome dal mitologico eroe Salio.